# Héroïde funèbre
L'Héroïde funèbre è un poema sinfonico di Franz Liszt, composto fra il 1849 ed il 1850.

## Descrizione
Colpito dai moti rivoluzionari che interessarono l'Europa fra il 1848 ed il 1849, Liszt riprese la bozza di una vasta Symphonie révolutionnaire che aveva composto all'inizio della Rivoluzione di luglio. Essa doveva avere cinque movimenti, ma solo il primo era stato completato e il lavoro era rimasto allo stato di bozza. E fu questo movimento che Liszt rielaborò. Ne fece una grande marcia funebre, un inno alla memoria dei morti di tutti i paesi, e molto più vicino nello spirito e nella concezione alla Grande symphonie funèbre et triomphale di Berlioz composta nel 1840. Come in quest'ultima, gli strumenti a percussione e quelli militari hanno il posto più importante; una tromba accenna brevemente La Marseillaise.
Liszt riprese più tardi questo pezzo, nel 1854, e vi apportò delle modifiche minori intitolandolo "poema sinfonico n° 8". Venne eseguito per la prima volta a Breslavia nel 1857.